# Simetrie față de centru

Într-un spațiu bidimensional o simetrie față de un punct este aceeași cu o rotație de 180°

În geometrie o inversiune față de centru, inversiune față de un punct sau reflexie față de un punct este un tip de izometrie a spațiului euclidian. Un obiect care este invariant⁠(d) în urma unei inversiuni față de un punct se spune că posedă simetrie față de un punct; dacă este invariant în urma inversiunii față de centrul său se spune că are simetrie față de centru sau că are simetrie centrală.
O reflexie față de un punct poate fi clasificată ca fiind o transformare afină⁠(d). Și anume, este o transformare afină izometrică involutivă, care are exact un punct fix, care este punctul de inversiune. Este echivalentă cu o transformare omotetică cu factor de scară egal cu −1. Punctul de inversiune este numit și centru de omotetie⁠(d).

## Terminologie
Termenul reflexie este considerat de unii un abuz de limbaj, fiind preferat cel de inversiune; cu toate acestea, expresia reflexie față de punct este utilizată. Astfel de aplicații sunt involuții, adică sunt propriile lor inverse: aplicându-le de două ori rezultă o identitate — ceea ce este valabil și pentru alte aplicații numite reflexii. Mai restrâns, o reflexie se referă la o reflexie într-un hiperplan (subspațiu afin (n−1)-dimensional — un punct de pe o dreaptă, o dreaptă dintr-un plan, un plan dintr-un spațiu tridimensional), cu hiperplanul fiind fix, dar în sens larg termenul de reflexie se aplică oricărei involuții a spațiului euclidian, iar mulțimea fixă (un spațiu afin k-dimensional, unde {\displaystyle 1\leq k\leq n-1}) se numește oglindă. În dimensiunea 1 acestea coincid, deoarece un punct este un hiperplan din dreaptă.
În domeniul algebrei liniare, presupunând că originea este fixă, involuțiile sunt aplicațiile diagonalizabile cu toate valorile proprii fie 1, fie −1. Reflexia într-un hiperplan are o singură valoare proprie de −1 (și multiplicitatea n−1 la valoarea proprie 1), în timp ce reflexia față de punct are doar valoarea proprie −1 (cu multiplicitatea n).
Termenul inversiune nu trebuie confundat cu cel din geometria de inversiune⁠(d), unde inversiunea este definită față de cerc.

## Exemple
| Paralelogon hexagonal | Octogon |

În două dimensiuni, o inversiune față de un punct este aceeași cu o rotație de 180°. În trei dimensiuni, o inversiune față de un punct poate fi descrisă ca o rotație de 180° compusă cu o reflexie față de un plan perpendicular pe axa de rotație. În dimensiunea n, inversiunile față de un punct conservă orientarea dacă n este par și inversează orientarea dacă n este impar.

## Formule
Fiind dat un vector a în spațiul euclidian Rn, formula pentru reflexia lui a față de punctul p este
{\displaystyle \mathrm {Ref} _{\mathbf {p} }(\mathbf {a} )=2\mathbf {p} -\mathbf {a} .}
În cazul în care p este originea, reflexia punctului este pur și simplu schimbarea semnului vectorului a.
În geometria euclidiană, inversiunea unui punct X față de un punct P este un punct X* astfel încât P este punctul de mijloc al segmentului cu capetele X și X*. Cu alte cuvinte, vectorul de la X la P este congruent cu vectorul de la P la X*.
Formula pentru inversiunea față de P este
x* = 2a − x
unde a, x și x* sunt vectorii de poziție ai punctelor P, X și respectiv X*.
Această aplicație este o transformare afină⁠(d) izometrică involutivă care are exact un punct fix , care este P.

## Reflexia față de un punct ca un caz particular al scalării uniforme sau omotetiei
Când punctul de inversiune P coincide cu originea, reflexia punctului este echivalentă cu un caz particular de scalare uniformă: cea cu factor de scară egal cu −1. (Acesta este un exemplu de transformare liniară.)
Când P nu coincide cu originea, reflexia față de un punct este echivalentă cu un caz particular de transformare omotetică: cea cu centrul de omotetie care coincide cu P și factorul de scară −1. Acesta este un exemplu de transformare afină neliniară.

## Grup de reflexie punctual
Compunerea⁠(d) a două reflexii față de două puncte diferite este o translație. Mai exact, reflexia punctului față de p urmată de reflexia punctului față de q este translația prin vectorul 2(q − p).

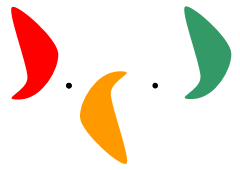
Într-un spațiu bidimensional compunerea a două reflexii față de puncte diferite este o translație

Mulțimea constând din toate translațiile și toate reflexiile față de un punct este subgrupul Lie al grupului euclidian⁠(d). Este un produs semidirect⁠(d) al lui Rn cu un grup ciclic⁠(d) de ordinul 2, acesta din urmă acționând asupra lui Rn prin negativare. Tocmai subgrupul grupului euclidian fixează punctual dreapta de la infinit.
În cazul n = 1, grupul de reflexie punctual este întregul grup de izometrie al dreptei.

## Reflexiile față de un punct în matematică
- Reflexia față de centrul unei sfere produce puncte antipodale.
- Un spațiu simetric⁠(d) este o varietate riemanniană⁠(d) cu o reflexie izometrică în fiecare punct. Spațiile simetrice joacă un rol important în studiul grupurilor Lie și a geometriei riemanniene⁠(d).

## Reflexia față de un punct în geometria analitică
Fiind dat punctul {\displaystyle P(x,y)} și reflexia sa {\displaystyle P'(x',y')} față de punctul {\displaystyle C(x_{c},y_{c})}, acesta din urmă este punctul din mijlocul segmentului {\displaystyle {\overline {PP'}}};
{\displaystyle {\begin{cases}x_{c}={\frac {x+x'}{2}}\\y_{c}={\frac {y+y'}{2}}\end{cases}}}
Prin urmare, ecuațiile pentru a găsi coordonatele punctului reflectat sunt
{\displaystyle {\begin{cases}x'=2x_{c}-x\\y'=2y_{c}-y\end{cases}}}
Inversiunea față de origine este un caz particular în care coordonatele punctului C sunt {\displaystyle (0,0)}, caz în care relația de mai sus devine
{\displaystyle {\begin{cases}x'=-x\\y'=-y\end{cases}}}

## Proprietăți
Într-un spațiu euclidian cu un număr par de dimensiuni, de exemplu spațiul 2n-dimensional, inversiunea față de un punct P este echivalentă cu n rotații de unghi π din oricare plan ales arbitrar din setul de n plane reciproc ortogonale care se intersectează în P. Aceste rotații sunt reciproc comutative. Prin urmare, inversiunea față de un punct dintr-un astfel de spațiu este o izometrie care păstrează orientarea, adică o izometrie directă.
Într-un spațiu euclidian cu un număr impar de dimensiuni, de exemplu spațiul (2n+1)-dimensional, inversiunea față de un punct P este echivalentă cu n rotații de unghi π din oricare plan ales arbitrar din setul de n plane reciproc ortogonale care se intersectează în P combinate cu o reflexie în subspațiul 2n-dimensional generat de aceste plane de rotație. Prin urmare, inversiunea față de un punct dintr-un astfel de spațiu nu conservă orientarea, ci o inversează, este o izometrie indirectă.
Geometric, în spațiul tridimensional ea echivalează cu rotația în jurul unei axe prin P cu un unghi de 180°, combinată cu reflexia în planul prin P care este perpendicular pe axă; rezultatul nu depinde de orientarea axei. Notațiile pentru tipul de operație sau tipul de grup pe care îl generează sunt {\displaystyle {\overline {1}}}, Ci, S2 și 1×. Tipul de grup este unul dintre cele trei tipuri de grupuri de simetrie în tridimensional fără nicio simetrie de rotație pură.
Următoarele grupuri punctuale în spațiul tridimensional⁠(d) conțin inversiuni:
- Cnh și Dnh pentru n par
- S2n și Dnd pentru n impar
- Th, Oh și Ih